# Sozialgericht Leipzig

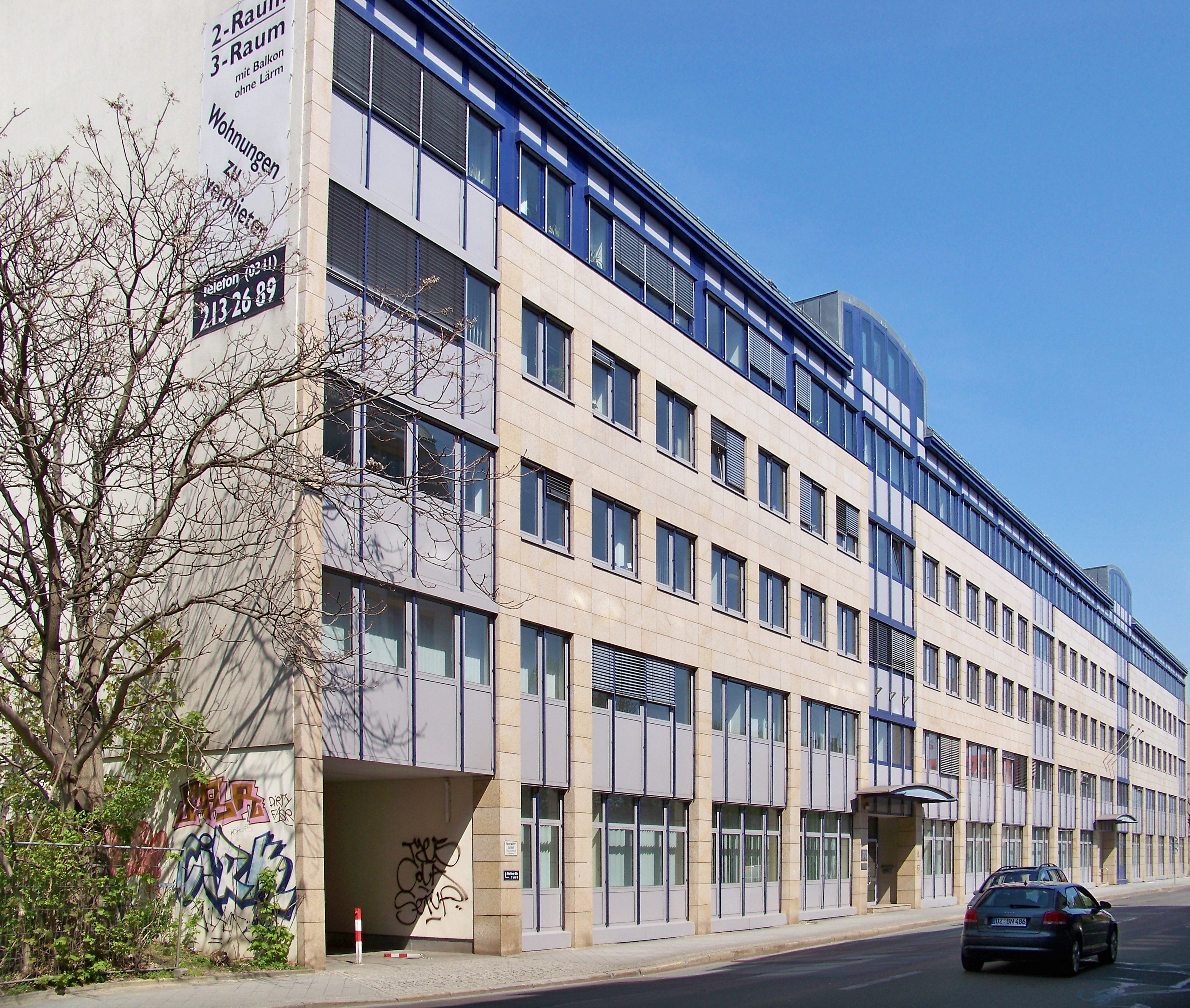
Gerichtsgebäude

Das Sozialgericht Leipzig ist ein Gericht der Sozialgerichtsbarkeit des Freistaats Sachsen. Präsident des Gerichts ist Michael Pies.

## Gerichtssitz und -bezirk
Das Sozialgericht (SG) hat seinen Sitz in Leipzig. Das Sozialgericht Leipzig ist örtlich zuständig für Klagen und Anträge aus der kreisfreien Stadt Leipzig, dem Landkreis Leipzig und dem Landkreis Nordsachsen. Dies gilt nicht für Angelegenheiten des Kassenarztrechts und der Kassenärzte (Kassenzahnärzte), für die das Sozialgericht Dresden sachsenweit zuständig ist. Es ist eines von drei Sozialgerichten im Bezirk des Sächsischen Landessozialgerichts.

## Gerichtsgebäude
Das Gerichtsgebäude befindet sich nördlich der Leipziger Altstadt in der Berliner Str. 11 in 04105 Leipzig.

## Übergeordnete Gerichte
Dem Sozialgericht Leipzig sind das Sächsische Landessozialgericht in Chemnitz und das Bundessozialgericht in Kassel übergeordnet.

## Geschichte
In der DDR bestanden keine gesonderten Sozialgerichte. Sozialrechtliche Verfahren wurden von den Konfliktkommissionen behandelt. Gegen die Entscheidungen konnten Betroffene sich an die Beschwerdekommissionen für Sozialversicherung beim FDGB wenden. Nach der Wende wurde 1992/1993 durch die neuen Länder Landessozialgerichte und Sozialgerichte geschaffen. Das Sozialgericht Leipzig besteht seit dem 1. Juli 1992.